# Gerhard Winkler
|  | Aquest article tracta sobre l'esportista alemany. Si cerqueu el compositor alemany, vegeu «Gerhard Winkler (compositor)». |

Gerhard Winkler   (Langewiese, 17 de gener de 1951) és un biatleta alemany, ja retirat, que va competir sota bandera de la República Federal Alemanya durant la dècada de 1970.
El 1976 va prendre part en els Jocs Olímpics d'Hivern d'Innsbruck, on fou quart en la prova del relleu 4x7,5 quilòmetres del programa de biatló. Quatre anys més tard, als Jocs de Lake Placid, disputà tres proves del programa de biatló. Fent equip amb Franz Bernreiter, Hans Estner i Peter Angerer guanyà la medalla de bronze en la cursa del relleu 4x7,5 quilòmetres, mentre en els 20 quilòmetres i l'esprint finalitzà en posicions més endarrerides.
En el seu palmarès també destaca una medalla de bronze al Campionat del món de biatló i un títol nacional.